# Crônica Anglo-Saxônica
A Crônica Anglo-Saxônica ou Crônica Anglo-Saxã (em inglês: Anglo-Saxon Chronicle) é um conjunto de anais, escritos em inglês antigo e que narram a história dos anglo-saxões. O manuscrito original das crônicas foi escrito no final do século IX, provavelmente em Wessex, durante o reinado de Alfredo, o Grande. Várias cópias foram posteriormente feitas e distribuídas a vários mosteiros da Inglaterra e foram atualizados de forma independente.
Apenas nove manuscritos sobreviveram, no todo ou em parte, mas nem todos têm igual valor histórico, e nenhum é a versão original. O mais antigo parece ter sido iniciado no final do reinado de Alberto e  foi escrito na Abadia de Peterborough, depois de um incêndio ter atingido o monastério, em 1154. Quase todo o material das crônicas está no formato de anais (isto é, organizado por ano). Para alguns períodos e lugares, porém, a Crônica é a única fonte de informação sobrevivente.
Contém registros que vão do ano 1 d.C. a 1154, sendo que dois dos manuscritos registram (com a data, incorreta, de 60 a.C.), inclusive, a invasão da Grã-Bretanha, por Júlio César. O título "anglo-saxônica" parece ter sido dado posteriormente, já que a primeira edição impressa (1692) intitulava-se Chronicum saxonicum.
Após a compilação original da Crônica diversos mosteiros receberam, cada um, uma cópia, que a atualizavam de maneira independente, por vezes registrando algo de importância local (e.g., a qualidade da colheita) e ignorando eventos políticos mais distantes. A combinação dos anais individuais permite aos historiadores compreender o quadro geral dos eventos passados nos reinos anglo-saxões e constitui a primeira história escrita por europeus no vernáculo - neste caso, o inglês antigo ou anglo-saxão.

## Manuscritos sobreviventes
Dos nove manuscritos sobreviventes, sete estão escritos inteiramente em inglês antigo (também conhecido como anglo-saxão). Um deles, conhecido como Epítome Bilíngue de Canterbury, está escrito em inglês antigo, com  tradução para o latim. Outro, a Crônica de Peterborough, está em inglês antigo, com exceção da última entrada, que está em inglês do alto inglês médio. O mais antigo (Corp. Chris. MS 173) é conhecido como Winchester Chronicle ou Parker Chronicle (por referência a Matthew Parker, Arcebispo de Cantuária, de 1559 a 1575, que foi seu proprietário),  escrito em dialeto merciano, até 1070, e, a partir daí, em latim, até 1075. Seis dos manuscritos foram impressos numa edição de 1861 para a Série Rolls, por Benjamin Thorpe, com o texto disposto em colunas identificadas de A a F. A mesma edição também incluiu os poucos restos legíveis de um sétimo manuscrito,   referido  como [G], que foi parcialmente destruído por um incêndio na Ashburnham House, em 1731. Seguindo essa convenção, os dois manuscritos adicionais são frequentemente chamados de [H] e [I]. Os manuscritos sobreviventes conhecidos estão listados a seguir:
| Versão       | Nome da Crônica                                  | Tradução                           | Localização                       | Manuscrito                    |
| ------------ | ------------------------------------------------ | ---------------------------------- | --------------------------------- | ----------------------------- |
| A            | The Parker Chronicle ou The Winchester Chronicle | A Crônica de Winchester            | Corpus Christi College, Cambridge | MS. 173                       |
| B            | The Abingdon Chronicle I                         | A Crônica de Abingdon I            | British Library                   | Cotton library Tiberius A vi. |
| C            | The Abingdon Chronicle II                        | A Crônica de Abingdon II           | British Library                   | Cotton MS. Tiberius B i.      |
| D            | The Worcester Chronicle                          | A Crônica de Worcester             | British Library                   | Cotton MS. Tiberius B iv.     |
| E            | The Laud Chronicle ou The Peterborough Chronicle | A Crônica de Peterborough          | Bodleian Library                  | MS Laud 636                   |
| F            | The Bilingual Canterbury Epitome                 | O Epítome Bilíngue de Catenrbury   | British Library                   | Cotton MS. Domitian A viii.   |
| G ou A² or W | A copy of The Winchester Chronicle               | Uma Cópia da Crônica de Winchester | British Library                   | Cotton MS. Otho B xi., 2      |
| H            | Cottonian Fragment                               | Fragmento Cotoniano                | British Library                   | Cotton MS. Domitian A ix.     |
| I            | An Easter Table Chronicle                        | Uma Crônica da Mesa de Pascóa      | British Library                   | Cotton MS. Caligula A xv.     |

## História dos manuscritos
[A]: A Crônica de Winchester

Lugares onde os vários manuscritos foram escritos, e onde estão guardados agora

A Crônica de Winchester  (ou Crônica de Parker) é o mais antigo dos manuscritos sobreviventes. Foi iniciado em Old Minster, Winchester, no final do reinado de Alfredo o Grande. O manuscrito começa com a genealogia de Alfredo,  e a primeira entrada refere-se ao ano 60 a.C. O primeiro escriba se deteve no ano de 891, e outros  escribas introduziram as  entradas seguintes, com diversos intervalos, ao longo do século X. O manuscrito se faz independente das outras recensões, após a entrada de 975. O livro, que também continha uma cópia das Leis de Alfredo e Ine depois da entrada de 924, foi transferido para Cantuária em algum momento, no começo do século XI. A última entrada, em língua vernácula, é sobre 1070. Depois disso, vêm a Acta Lanfranci, em latim, que cobre eventos eclesiásticos, de 1070 a 1093. Logo se segue uma lista de papas e arcebispos de Cantuária aos que lhes concederam o pálio. Durante algum tempo, o manuscrito pertenceu a Matthew Parker, que foi arcebispo de Cantuária, de 1559 a 1575.
[B] A Crônica de Abingdon I
Essa Crônica  foi escrita por um só escriba na segunda metade do século X. Começa com uma entrada sobre o ano 60 a.C. e termina com uma entrada para o ano 977. Um manuscrito que hoje em dia está separado (British Library MS. Cotton Tiberius Aiii, f. 178) era originalmente uma introdução a esta crônica; contêm uma genealogia, como a crônica de Winchester, mas a estende até o final do século X. Sabe-se que esta nova crônica esteve em Abingdon a meados do século XI, já que se utilizou para compor a crônica seguinte. Pouco depois foi a Cantuária, de onde foram feitas interpolações e correções. Igual a crônica anterior, termina com uma lista de papas e arcebispos de Cantuária que receberam o pálio.
[C] A Crônica de Abingdon II
Essa Crônica inclui material adicional de anais locais de Abingdon, lugar onde foi composta. Também inclui uma tradução ao inglês antigo da história do mundo de Orósio, seguida de um menológio e alguns versos sobre as leis do mundo natural e da humanidade. Logo segue uma cópia da crônica que começa em 60 a.C.; o primeiro escriba copiou até a entrada de 490 e um segundo escriba assumiu o trabalho até a entrada de 1048. As crônicas anteriores são idênticas entre 491 e 652, mas as diferenças a partir desse ponto deixam claro que o segundo escriba também usava outra cópia da crônica. Este escriba também inseriu, depois o anal de 915, o Registro Mércio, que cobre os anos que vão de 902 a 924 o qual é centrado em Etelfleda. O manuscrito continua até 1066 e se detêm na metade da descrição da Batalha de Stamford Bridge. No século XII foram adicionadas uma linhas para completar o relato.
[D] A Crônica de Worcester
Essa Crônica parece ter sido escrita em meados do século XI. Depois de 1033, ela inclui alguns dados de Worcester, por isso geralmente acredita-se que ela foi feita lá. Cinco diferentes escribas podem ser identificados por entradas até 1054, depois disto parece que ela foi feita em intervalos. O texto inclui material da História Eclesiástica de Bede e de anais do século VIII da Nortúmbria . Acredita-se que algumas entradas foram feitas pelo Arcebispo de Iorque, Vulfstano II. Esta crônica contêm mais informação que outros manuscritos do norte e escocesa, e têm sido especulado que era uma cópia destinada a corte escocesa anglicana. De 972 a 1016, a Santa Sé de Iorque e Worcester foram influenciadas pela mesma pessoa (Oswald de Worcester a partir de 972, Ealdulfo a partir de 992, e Vulfstano a partir de 1003), e isto pode explicar porque um curador do norte foi achado em Worcester. Por volta do século XVI, partes do manuscrito foram perdidas; dezoito páginas foram inseridas substituindo as entradas de outras fontes. Estas páginas provavelmente foram escritas por John Joscelyn, que era secretário de Matthew Parker.
[E] A Crônica de Peterborough
Em 1116, um incêndio no monastério de Peterborough destruiu a maior parte das construções. A cópia da Crônica guardada lá pode ter sido perdida, na mesma época ou posteriormente. De todo modo, pouco tempo depois, foi feita uma nova cópia, aparentemente a  partir de uma versão de Kent - provavelmente de Cantuária.  O manuscrito foi escrito de uma só vez, por um único escriba, até o anal de 1121. O escriba adicionou material relacionado com a Abadia de Peterborough que não está em outras versões. A versão original de Cantuária, que ele copiou, era similar mas não idêntica à versão [D]; o Registro Merciano não aparece, e um poema sobre a Batalha de Brunanburh, em 937, que aparece na maior parte das outras cópias da Crônica, aqui não aparece. O mesmo escriba prossegue com os anais até 1131; essas entradas foram feitas em intervalos e, portanto, provavelmente se trata de registros contemporâneos. Finalmente, um segundo escriba, em 1154, escreveu um relato dos anos 1132 a 1154; mas a sua datação não é considerada fiável. Essa última entrada está em inglês médio, em vez de inglês antigo. A versão [E] outrora  pertenceu a William Laud, Arcebispo de Cantuária entre 1633 e 1654, sendo por isso conhecida como  The Laud Chronicle. O manuscrito contém ocasionais glosas em latim, e é referido como "a história saxônica da igreja de Peterborowe", em um livro de 1566. Segundo Joscelyn, Nowell tinha uma transcrição do manuscrito. Dentre os proprietários anteriores estão William Camden[20] e William L'Isle; este último provavelmente passou o manuscrito para Laud.
[F] A Epítome Bilingue de Cantuária
Por volta de 1100 uma cópia da Crônica foi escrita na Christ Church de Cantuária, provavelmente pelo escriba que fez anotações na Crônica de Winchester. Esta versão é escrita em inglês antigo e latim; cada entrada em inglês antigo é seguida pela versão em latim. A versão o copiada pelo escriba é similar a versão usada pelo escriba em Peterborough que escreveu a Crônica de Peterborough, no entanto parece ter sido resumida. Ela inclui o mesmo material introdutório com na Crônica de Worcester, que, junto com a Crônica de Peterborough, é a uma das duas crônicas que não incluem o poema a "Batalha of Brunanburh". O manuscrito tem muitas anotações e interrupções, algumas feitas pelo escriba original e outras feitas mais tarde, por diferentes escribas.
[A²]/[G] Cópia da Crônica de Winchester
Essa crônica foi copiada da Crônica de Winchester. O último anal foi copiado em 1001, por isso a cópia foi feita não muito antes que isso; um apêndice episcopal sugere que esta cópia tenha sido feita em 1013. Este manuscrito foi quase totalmente destruído em um incêndio na Ashburnham House em 1731, onde se situava a Cotton Library. Poucas folhas permaneceram intactas. Entretanto, uma cópia havia sido feita por Laurence Nowell, um antiquário do século XVI, a qual foi usada por Abraham Wheloc numa edição impressa em 1643. Por isso, essa edição é às vezes referida como [W] (de Wheloc).
[H] Fragmento Cotoniano
Esse fragmento consiste em uma única folha, contendo os anais de 1113 e 1114. Na entrada para 1113 ela inclui a frase "ele veio de Winchester"; portanto ele é provavelmente o manuscrito escrito em Winchester. Não há muita coisa suficiente deste manuscrito para estabelecer relação confiável com os outros manuscritos.
[I] Crônica da Mesa de Páscoa
Parte dessa crônica foi escrita por um escrita pouco tempo depois de 1073. Depois de 1085, os anais foram feitas por vários escribas e parecem terem sido escritas na Christ Church de Cantuária.